# Dita Leyh

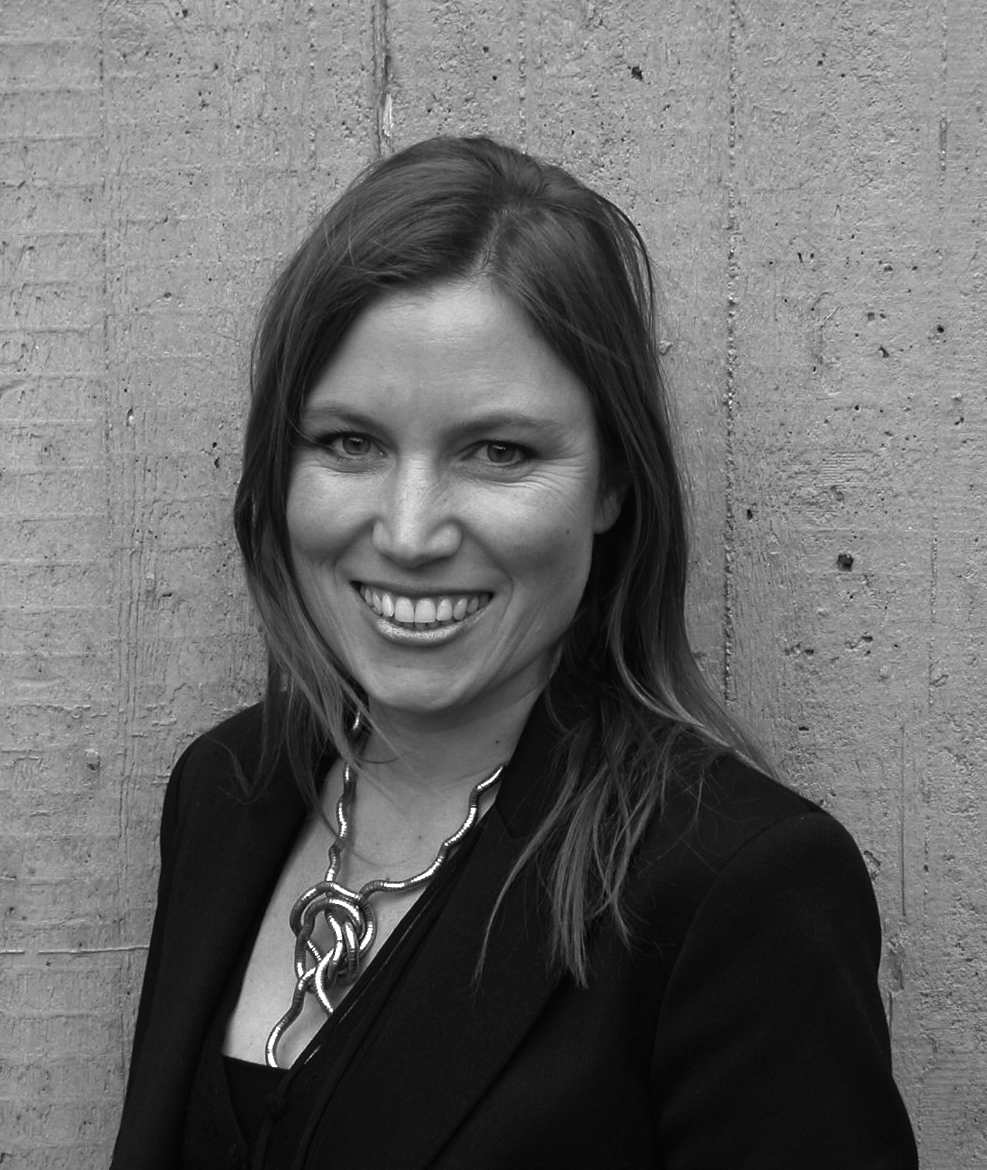
Dita Leyh

Dita Leyh (* 1977 in Stuttgart) ist eine deutsche Architektin und Stadtplanerin. Sie ist Gesellschafterin der ISA Gruppe ISA Internationales Stadtbauatelier und Geschäftsführerin des Büros ISA Stuttgart – Forschen und Planen.

## Leben
Dita Leyh studierte von 1997 bis 2003 Architektur und Stadtplanung an der Universität Stuttgart. Ihren Studienschwerpunkt legte sie hierbei auf das Fachgebiet Städtebau. Als wissenschaftliche Hilfsassistentin arbeitete sie am Städtebau-Institut der Universität Stuttgart sowie für die Büros Wulf Architekten und Kienle Planungsgesellschaft / Landschaftsarchitekten. Ab 2000 arbeitete sie im Stadtbauatelier in Stuttgart, in dem sie 2007 zur Gesellschafterin der ISA Gruppe und dessen Geschäftsführerin am Standort Stuttgart wurde. Als solche hat sie u. a. zahlreiche internationale Städtebauwettbewerbe, insbesondere in China gewonnen, von denen sich einige im Bau befinden, so z. B. Cheng Qiao New Town (Shanghai) und Lijiang.
Zusätzlich zu ihrer Arbeit in der Praxis hat sie immer wieder an verschiedenen internationalen Planungsworkshops in China, Japan und Vietnam teilgenommen und mitorganisiert. So z. B. den Konzeptworkshop für die „Expo 2010“ in Shanghai und den „Can Gio Stadtentwicklung in den vietnamesischen Mangrovenwäldern“ in Saigon.
Auch im Bereich der Forschung ist Leyh tätig und hat u. a. an dem durch das Bundesministerium für Bildung und Forschung (BMBF) geförderten Projekt „Klimahüllen für Gewerbegebiete“ mitgearbeitet, das im Jahr 2012 mit dem Green Good Design Award ausgezeichnet wurde. Ausgezeichnet wurde sie auch mit dem LEG Nachwuchspreis für ihr Projekt „Brückenschläge“, dem Shenzhen Planning Award für beispielhafte Planung in Shenzhen sowie dem Urban Forum Award der Hanyang-Universität Seoul.
2012 wurde sie als eines der jüngsten Mitglieder in die Deutsche Akademie für Städtebau und Landesplanung (DASL) aufgenommen.
Seit 2013 ist Dita Leyh zertifizierte Auditorin für nachhaltige Stadtquartiere der Deutschen Gesellschaft für nachhaltiges Bauen (DGNB).

## Werk

### Schriften (Auswahl)
- Ecology by Design. Ecological New Towns without High-Technology. In: Learning from two cultures-Urban Development, Renewal, Preservation and Management in Europe and Asia. China Architecture & Building Press, Beijing 2014, ISBN 978-7-112-15052-6.
- Stadtbauatelier. The work of Stadtbauatelier in Asia. China Electronic Press, Beijing 2005, ISBN 7-5083-3811-1.
- Dialogue about ecology in urban planning. (bei der Ecocity conference in Shanghai, Wuhan und Hangzhou, China; im Begleitbuch der Konferenz) China 2006, ISBN 0-86692-212-1.
- Nutzung von Stadtbrachen. In: Klimahüllen für Gewerbegebiete. Bauwerk Verlag, Berlin 2007, ISBN 978-3-89932-173-9.
- Klimahülle als Stadtbaustein. In: Arclos! Stadtumbau und Bestandsoptimierung. Kassel University Press, Kassel 2008, ISBN 978-3-89117-171-4.
- Menos transporte para mayor movilida. (Weniger Transport für mehr Mobilität. Die Gestalt der Stadt als Grundlage für Mobilität.) In: La República. 2012, Tageszeitung Lima, Beilage der deutschen AHK

### Bücher (Auswahl)
- 2005 Stadtbauatelier. The Work of Stadtbauatelier in Asia (Hrsg. mit M.Trieb, S.-J. Lee, Y.Zhang). China Electronic Press, Beijing 2005 ISBN 7-5083-3811-1
- 2014 Learning from two cultures-Urban Development, Renewal, Preservation and Management in Europe and Asia (Hrsg. mit M.Trieb, S.-J. Lee, Y.Zhang). Peking 2014, China Architecture & Building Press, ISBN 978-7-112-15052-6

### Vorträge (Auswahl)
- 2007 4 aus 40 Projekten in China, Stadtplanerforum Stuttgart (mit M.Trieb)
- 2007 Klimahüllen für Gewerbegebiete, Architektenkammer Baden-Württemberg und Niedersachsen
- 2011 Ökologie durch Gestaltung – Ökologische New Towns ohne Hightech, Internationales Colloquium des “l'Institut national d'Aménagement et d'Urbanisme”(INAU), Rabat / Marokko
- 2011 Die Rolle der Architektur in Megacities, „First International Cologne Megacities Conference“, im Rahmen der „Urban Tec“, Köln
- 2012 Städtebau im außereuropäischen Raum in der Praxis, Wissenschaftliches Colloquium der Deutschen Akademie für Städtebau und Landesplanung (DASL) « Praxis, Lehre und Forschung internationaler Kooperation in Städtebau und Stadtentwicklung auf dem Prüfstand » : Impulsvortrag Podiumsdiskussion, Frankfurt am Main
- 2012 Goldrausch im Osten, Stuttgart Architektenkammer, Planen und Bauen international – Best Practice aus Baden-Württemberg
- 2012 Geschäftsfeld Megacities, Außenwirtschaftstag Architektur, Planen und Bauen Impulsvortrag und Podiumsdiskussion, Berlin
- 2012 Aiming for sustainable cities – challenges, methods and results in international practice of urban planning, TU Darmstadt public lecture
- 2013 Planning sustainable cities, Annual Nasa Conference (national association of students of architecture), Delhi / Indien
- 2013 Globale Herausforderung Urbanität, 2. Außenwirtschaftstag Architektur, Planen und Bauen, Urbane Herausforderungen Podiumsdiskussion Hauptpodium, Berlin

### Architektur und Innenarchitektur (Auswahl)
- 2008: Innenarchitektur der Rehaklinik „Rehamed neuro“ in Stuttgart
- 2010: Umbau einer Büroetage in ein Boardinghaus, Stuttgart
- 2010: Brücken Wilhelmsburg IBA-Gelände in Hamburg (1. Preis im Wettbewerb mit Schlaich Bergermann und Partner, Stuttgart; Ausführung: Schlaich Bergermann und Partner)[7]
- 2010–2011: Fußgängerbrücke über den Roßneckar in Esslingen (1. Preis im Wettbewerb mit Schlaich Bergermann und Partner, Stuttgart; Ausführung: Schlaich Bergermann und Partner)
- 2012: Bürogebäude der österreichischen Bundesbahn (ÖBB) in Wien (1. Preis im Wettbewerb mit Planforward GmbH; Ausführung mit Planforward GmbH)
- 2013: Vorentwurf und Machbarkeitsstudie für das Hochhaus der Hafenverwaltung in Guangzhou, China

### Stadt- und Regionalplanung (Auswahl)
- 2003: Planung einer neuen Stadt und Gestaltungsrichtlinien für Chengqiao New Town in Shanghai, China (mit Michael Trieb, Yajin Zhang und Seog-Jeong Lee (ISA), Shanghai Urban Planning & Design Research Institut, Bertrand Warnier, Paris und Gunter Kölz, Stuttgart)[8]
- 2005: Neue Wohnsiedlung Yicheng Lengquan in Peking, China (Planungsumfang ca. 20 ha)
- 2006: Stadtentwicklungsplanung und Planung des Regierungsviertels in Fuzhou, China (1. Preis im Wettbewerb; mit Yajin Zhang)
- 2007: Sanierung eines Denkmalschutzgebiets und Stadterneuerung in Quanzhou, China (mit Yajin Zhang)
- 2007–2009: Aufwertung der Innenstadt, Planung öffentlicher Raum und Teilüberdachung der Fußgängerzone in Hof (mit Schlaich Bergermann und Partner, Stuttgart)[9]
- 2007–2009: Umgestaltung Obertürkheimer Straße / Schenkenbergstraße / Hermann-Sohn-Platz in Esslingen am Neckar (Planungsumfang ca. 5000 m²)
- 2009: Stadterneuerung entlang des Flusses Fen in Taiyuan, China (1. Preis im Wettbewerb, in Ausführung; Gebietsgröße der Konzeptplanung 64 km², Gebietsgröße der Stadtplanung 20 km²; mit Yajin Zhang)
- 2009: Masterplan für das Gebiet entlang des Kaiserkanals in Hangzhou, China (1. Preis im Gutachterverfahren; mit Yajin Zhang)
- 2010: Masterplan Entwicklungsgebiet D Favoritenhöfe in Wien, Österreich (Wettbewerb 2010, 2. Phase; mit reconsite – TTI GmbH)
- 2010: Stadtentwicklungsplan und Masterplan für den Stadtteil Huangpu in Guangzhou, China (mit Yajin Zhang)
- 2011: Stadtentwicklungsstudie und städtebaulich-landschaftsplanerischer Entwurf auf der Fläche der archäologischen Grabungsstätte Chang’an aus der Han-Dynastie in Xi’an, China (Planungsumfang ca. 40 km²)
- 2011: Smart City Nansha, China
- 2012: Regierungsviertel des neuen irakischen Parlaments in Bagdad, Irak (5. Preis im internationalen Wettbewerb; mit Seog-Jeong Lee und Planforward GmbH)
- 2012: Umgestaltung der Jahnstraße und Leitplanung Straßenraumgestaltung der Innenstadt in Pforzheim[10]
- 2013: Stadtentwicklungs- und Masterplanung für sieben kleine Städte in Al-Anbar, Irak
- 2013: Stadtbildplanung für die Gesamtstadt Sindelfingen[11]
- 2013: Ortsentwicklungsplan Münchingen in Korntal[12]
- 2014: Planung der New Town und Airport City New Taif City (NTC) in Taif, Saudi-Arabien(mit Michael Trieb)
- 2014: Stadtplanung für das neue Hafengebiet in Dujiangyan, China (3. Preis im Wettbewerb; mit Yajin Zhang)

## Mitgliedschaften
- Netzwerk Architekturexport (NAX) der Bundesarchitektenkammer[13]
- Deutsche Akademie für Städtebau und Landesplanung (DASL)[5]
- zertifizierte Auditorin für nachhaltige Stadtquartiere der Deutschen Gesellschaft für nachhaltiges Bauen (DGNB)[6]
- Schlichtungsausschuss der Architektenkammer Baden-Württemberg[14]